# Pierre Vossen
Pierre Vossen (Neer, 26 december 1947 — aldaar, 8 januari 2021) was een Nederlandse voetballer die tijdens zijn profloopbaan uitsluitend voor FC VVV uitkwam.
Vossen werd in 1970 door FC VVV weggeplukt bij de amateurs van RKSVN. Op 25 oktober 1970 maakte hij namens de Venlose tweededivisionist zijn competitiedebuut tijdens een met 2-3 gewonnen uitwedstrijd bij SC Gooiland, als invaller voor André Orval. Later dat seizoen kreeg de vleugelverdediger nog een basisplek in een met 1-0 verloren uitwedstrijd bij Limburgia. Het zou bij die twee optredens blijven, want het daaropvolgende seizoen deed trainer Josef Gesell geen beroep meer op hem. Vossen keerde terug naar RKSVN, waar hij nog vele jaren in het eerste elftal speelde. Nadien was hij er nog actief als vrijwilliger en werd voor zijn verdiensten door de club tot erelid benoemd. Hij overleed in 2021 op 73-jarige leeftijd.

## Clubstatistieken
| Seizoen         | Club            | Competitie      | Competitie | Competitie | Beker | Beker | Overige | Overige | Totaal | Totaal |
| Seizoen         | Club            | Competitie      | Wed.       | Dlp.       | Wed.  | Dlp.  | Wed.    | Dlp.    | Wed.   | Dlp.   |
| --------------- | --------------- | --------------- | ---------- | ---------- | ----- | ----- | ------- | ------- | ------ | ------ |
| 1970/71         | FC VVV          | Tweede divisie  | 2          | 0          | 0     | 0     | —       | —       | 2      | 0      |
| 1971/72         | FC VVV          | Eerste divisie  | 0          | 0          | 0     | 0     | —       | —       | 0      | 0      |
| Carrière totaal | Carrière totaal | Carrière totaal | 2          | 0          | 0     | 0     | 0       | 0       | 2      | 0      |